# Kentville
Kentville (do 1826 Horton Corner) – miasto (town) w kanadyjskiej prowincji Nowa Szkocja, ośrodek hrabstwa Kings, podjednostka podziału statystycznego (census subdivision), położona w żyznej dolinie Annapolis Valley, nad rzeką Cornwallis River. Według spisu powszechnego z 2016 obszar miasta to: 17,26 km², a zamieszkiwało wówczas ten obszar 6271 osób, cały obszar miejski (population centre) – 12 088 osób, natomiast aglomerację (census agglomeration) – 26 222 osoby.
Miejscowość, która pierwotnie była osadą ludności francuskojęzycznej (Akadyjczycy), do 1826 nosiła miano Horton Corner (od nazwy skrzyżowania na głównej ulicy), by w tym roku decyzją mieszkańców przyjąć (na cześć Edwarda, księcia Kentu przejeżdżającego przez ten rejon w 1794) nazwę używaną współcześnie, w 1886 otrzymała status miasta (town), w 1911 ustanowiono tutaj federalną rolniczą stację badawcza, od 1933 odbywa się w maju (ustanowiony z okazji trzechsetlecia tamtejszej uprawy jabłoni) doroczny Apple Blossom Festival.
Według spisu powszechnego z 2011 obszar miasta zamieszkiwało 6094 mieszkańców.